# Маркус Ортс
Маркус Ортс (на немски: Markus Orths) е немски писател и преводач, автор на романи и разкази.

## Биография
Маркус Ортс е роден на 21 юни 1969 г. във Фирзен, Северен Рейн-Вестфалия. Завършва хуманитарна гимназия в родния си град. Следва философия, романистика и английска филология в университета на Фрайбург. През 1991/92 г. е асистент по немски език в Париж. Става учебен референт по английски и френски език в гимназията на Щутензее, а също работи като учител в гимназията Вернер Хайзенберг в Гьопинген.
Ортс става съучредител и редактор на издаваното от Съюза на младите писатели във ФРГ литературно списание „Концепте“. Редовно ръководи ателиета по литературно писане, напр. във Федералната академия по културно образование във Волфенбютел.
Две години преди публикуването на станалия обект на дискусии роман „Учителска стая“ („Lehrerzimmer“) (2003) Маркус Ортс се посвещава изцяло на писането на романи и разкази. През 2005 г. излиза основаният върху исторически сюжет роман „Каталина“ („Catalina“), който също разделя критиката.
В течение на годините Ортс публикува десет романа и няколко сборника с разкази, за които получава значими награди. Романите му са преведени на 18 езика, а романът „Камериерката“ („Das Zimmermädchen“) (2008) е екранизиран през 2015 г.
Днес Маркус Ортс живее в Карлсруе.

## Награди
- 2000: Moerser Literaturpreis
- 2000: open mike der Literaturwerkstatt Berlin
- 2001: Stadtschreiber von Schwaz (2001)
- 2002: „Марбургска литературна награда“ (поощрение)
- 2002: Irseer Pegasus
- 2003: Limburg-Preis der Stadt Bad Dürkheim
- 2003: Förderpreis des Landes Nordrhein-Westfalen für junge Künstlerinnen und Künstler
- 2006: Stipendium des Heinrich-Heine-Hauses der Stadt Lüneburg
- 2006: Sir Walter Scott-Preis, Goldener Lorbeer des Autorenkreises Historischer Roman Quo Vadis
- 2008: Telekom-Austria-Preis към „Награда Ингеборг Бахман“
- 2009: „Севернорейнска литературна награда“ на град Крефелд
- 2011: „Вецларска награда за фантастика“ für Die Tarnkappe
- 2012: Prix Théâtre 13 für Femme de Chambre
- 2012: Stückewettbewerb des Theaters Baden-Baden für Die Entfernung der Amygdala
- 2015: Deutscher Science Fiction Preis